# Verlag M. Simmering

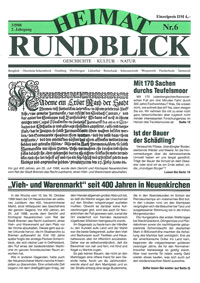
Titelseite des Hefts Nr. 6 (3/1988) des Heimat-Rundblicks, der von 1987 bis 2009 im Verlag M. Simmering erschien

Der Verlag M. Simmering war ein deutscher Buch- und Zeitschriftenverlag mit Sitz in Lilienthal in Niedersachsen. Der Kleinverlag wurde 1987 von Manfred Simmering gegründet und bestand bis Ende 2009.

## Geschichte
Der gelernte Schriftsetzer Manfred Simmering (* 1938), der seit Anfang der 1970er-Jahre in Lilienthal eine Druckerei betrieb, gründete 1987 den nach ihm benannten Verlag. Schwerpunkte der Verlagsarbeit waren die Herausgabe von regionalen Broschüren, Veranstaltungskalendern und Bildkalendern mit Motiven aus der Region sowie die Publikation von Büchern mit meist regionalem Bezug.
Außerdem erschien im Verlag von 1987 bis Ende 2009 die Regional- und Kulturzeitschrift Heimat-Rundblick, die von Manfred Simmering initiiert und mitgegründet worden war und für die er während des 23-jährigen Erscheinungszeitraums in seinem Verlag zudem als Herausgeber verantwortlich zeichnete.
Insgesamt brachte der Verlag mehr als 60 Bücher zu unterschiedlichen Themen heraus, wobei die Spanne von Romanen über Sachbücher zu meist heimatkundlichen oder kulturellen Themen bis hin zur Dissertation reichte. Etwa 17 Bücher wurden in plattdeutscher Sprache publiziert, außerdem gab es einzelne Publikationen in englischer Sprache. Zu den Autoren des Verlags gehörten unter anderem Wilko Jäger, Heinz Lemmermann, Jürgen Ludwigs, Rudolf Matzner, Friederike Michelsen, Conrad Naber, Heinrich Schmidt-Barrien, Hans Siewert, Helmut Stelljes und Arn Strohmeyer.
Ende 2009 gab Simmering aus Altersgründen seine Druckerei und den Verlag auf. Ein Teil der Maschinen wurde von der ebenfalls in Lilienthal ansässigen Druckerei Langenbruch übernommen. Zugleich übernahm die von deren Betriebsinhaber Jürgen Langenbruch neu gegründete Druckerpresse-Verlag UG (haftungsbeschränkt) mit Sitz in Lilienthal das verlegerische und graphische Angebot von Simmerings Verlag zum 1. Januar 2010 und führt seitdem dessen Verlagsobjekte und Druckprodukte fort. Hierzu gehört auch die Zeitschrift Heimat-Rundblick, die seither im Druckerpresse-Verlag erscheint.